# Riprogrammazione epigenetica
Le modificazioni epigenetiche del genoma sono generalmente stabili nelle cellule somatiche di organismi pluricellulari. Nelle cellule germinali e negli embrioni ai primi stadi di sviluppo, tuttavia, la riprogrammazione epigenetica si verifica sull'ampia scala genomica e include meccanismi di demetilazione del DNA e rimodellamento degli istoni e loro modifiche. I meccanismi di cancellazione genomica della metilazione del DNA sono stati svelati e comportano modifiche alla 5-metilcitosina (5mC) e la riparazione del DNA. La riprogrammazione epigenetica ha un ruolo importante nell'imprinting, nella naturale e sperimentale acquisizione della totipotenza e pluripotenza, il controllo di trasposoni, e l'ereditarietà epigenetica attraverso le generazioni. Piccoli RNA e l'eredità di segnali istonici possono anche contribuire all'eredità epigenetica e alla riprogrammazione. 

## Riprogrammazione epigenetica nello sviluppo dei mammiferi
La riprogrammazione epigenetica si verifica nello sviluppo dei mammiferi in due distinte fasi: nelle cellule germinali primordiali (PGC) soprattutto una volta che hanno raggiunto le gonadi embrionale  (E10,5 - 13.5) e nel pronucleo maschile dello zigote subito dopo la fecondazione e si estende alla fase di sviluppo di morula pre-impianto sviluppo. Questa riprogrammazione comporta la cancellazione della metilazione del DNA così come la perdita di modifiche istoniche (così come gli istoni e le varianti istoniche).
La perdita di metilazione del DNA nelle PGC (cellule germinali primordiali) è veramente globale solo il 7% dei CpG rimangono metilate(rispetto al 70-80% nelle cellule staminali embrionali e nelle cellule somatiche) e la maggior parte dei promotori, sequenze geniche, intergeniche e trasposoni sono ipometilati in questa fase. L'unica chiara eccezione alla cancellazione globale della metilazione è (intracisternal Un particelle) (IAP), una famiglia attiva di retrotrasposoni che mostrano solo demetilazione parziale nelle PGC Promotori di geni specifici delle cellule germinali  (come Dazl o Vasa) sono metilati nelle PGC precoci e diventano demetilati ed espressi durante la riprogrammazione. Mentre la maggior parte della demetilazione del genoma sembra verificarsi nelle PGC (E11.5- E13.5) non è escluso che alcuni loci diventino demetilati un po' prima; la demetilazione, quindi non è necessariamente coordinata nel tempo in tutto il genoma. 
Nulla è attualmente conosciuto circa la possibile insorgenza o la cancellazione di metilazione non-CG metilazione nelle cellule PGC.
Mentre le cellule PGC si dividono durante il processo di cancellazione,DNA deamminasi e il pathway di riparo del DNA sono stati recentemente coinvolti nella cancellazione della metilazione, suggerendo un meccanismo di demetilazione attivo. Le citosina deamminasi AID e APOBEC1 sono in grado in vitro di covertire 5mC (così come C) e sono espresse, anche se ad un basso livello nelle PGC. Le idrossilasi 5mC TET1 e TET2 sono espresse nelle PGC , suggerendo la possibilità che la 5mC potrebbe essere modificata da diversi meccanismi (deamminazione, idrossilazione) al fine di avviare un processo di demetilazione attiva.Infine, è possibile che la demetilazione richiede diversi meccanismi e le diverse modifiche delle 5mC uniscono le forze nel raggiungimento di una scala di riprogrammazione epigenetica globale.
La modifica iniziale della 5mC richiederebbe l'ulteriore modifica o riparazione del DNA in modo da raggiungere la demetilazione. I meccanismi di riparazione del DNA che potrebbero essere coinvolti sono NER, riparo di mismatch soprattutto BER che si occupa anche della demetilazione durante la riprogrammazione nelle piante. Le perdite globali di diverse modificazioni istoniche (es. H3K27me3, H3K9ac), così come l'istone linker H1 sono osservate durante la demetilazione del DNA, indicando che la riparazione diffusa del DNA potrebbe essere associata al rimodellamento globale dei nucleosomi nelle PGC . Il BER sembra essere coinvolto nella demetilazione nello zigote immediatamente dopo la fecondazione. È proprio il genoma paterno che è de metilato, mentre quello materno non lo è.  Regioni differenzialmente metilate (DMRs) nei geni imprinted sono anche specificamente protetti dalla demetilazione così come di nuovo i retrotasposoni IAP. Tuttavia sembra che vi siano perdite sostanziali della metilazione nello zigote, potenzialmente di una scala paragonabile a quella che si verifica nelle PGC. In particolare, la demetilazione del genoma paterno può avvenire in due fasi, una prima fase nella replicazione del DNA e una seconda fase nel lasso di tempo tra le fasi S e G2 del ciclo cellulare. La prima fase potrebbe comportare la modifica delle 5mC, ma solo parziale demetilazione. La demetilazione potrebbe poi continuare nella successiva replicazione. I componenti del BER sono presenti anche in queste fasi. A seguito della demetilazione zigotica, il genoma embrionale continua ad essere demetilato fino allo stadio di blastocisti, con la proteina DNMT1(DNA metiltransfersai 1 di mantenimento)  in gran parte esclusa dal nucleo con un meccanismo sconosciuto. Da qui l'evidenza attuale che l'avvio e la regolamentazione della cancellazione genomica della metilazione del DNA nelle cellule PGC e nello zigote avviano eventi che modificano la 5mC (come la deamminazione e l'idrossilazione, ma forse anche altri) che innescherebbero un meccanismo BER di risposta.

## Riprogrammazione epigenetica nello sviluppo delle piante
Al fine di mantenere l'integrità del genoma di generazione in generazione, i trasposoni e gli elementi di DNA ripetitivo devono essere sottoposti a una stringente regolazione nelle cellule riproduttive. Una delle modalità  che le piante dispongono per raggiungere questo obiettivo è attraverso l'eredità stabile di metilazione del DNA.
Le piante mostrano spesso un'eredità meiotica del silenziamento genico. Inoltre, per le piante non è nota l'ondata di demetilazione genomica nelle cellule germinali come avviene negli animali.
Tuttavia, la riprogrammazione epigenetica si verifica nelle cellule non germinali della linea riproduttiva, e questa riprogrammazione può funzionare per rafforzare il silenziamento di elementi trasponibili nelle cellule germinali. La demetilazione attiva del DNA  è coinvolta in due processi nelle angiosperme: l'imprinting genetico durante la riproduzione e il mantenimento della normale metilazione per tutta l'impianto. L'instaurarsi della metilazione del DNA nelle piante è diretta da piccoli RNA. Questi derivano principalmente da sequenze ripetitive come elementi trasponibili, che di solito sono altamente metilati rispetto alle sequenze geniche.
Come nei mammiferi, i geni imprinted hanno un ruolo cruciale nello sviluppo riproduttivo. L'imprinting avviene nell'endosperma, un tessuto che sostiene la crescita dell'embrione durante lo sviluppo e la germinazione di semi. La demetilazione attiva del DNA  è stato implicato nell'imprinting genetico vegetale. Cinque geni sono noti per essere imprinted nelle piante. Poiché l'endosperma è un tessuto differenziato, che non contribuisce alla successiva generazione, non è necessario il reset della metilazione che è necessario nei mammiferi. La demetilazione attiva del DNA sembra avere un ruolo nello sviluppo in relazione all'attivazione di geni essenziali per la vitalità dei semi. 
Allo stesso modo, non tutta la demetilazione attiva osservata nei mammiferi è necessariamente un evento essenziale per lo sviluppo. 
La ricerca degli enzimi responsabili della demetilazione ha prodotto diversi candidati vari meccanismi di reazione. Questi si dividono in tre categorie generali: (i) eliminazione diretta del gruppo metilico dalla posizione 5C della citosina; (ii)BER, che porta alla sostituzione della 5-metilcitosina con la citosina o direttamente dalla rimozione della 5-metilcitosina o attraverso la deamminazione diretta della 5-metilcitosina in timina e (iii) NER del DNA contenente 5-metilcitosina.
La demetilazione procede attraverso un meccanismo BER nelle piante. Vi sono forti prove biochimiche e genetiche che indicano che una famiglia di quattro DNA glicosidasi/AP liasi in Arabidopsis riconoscono e rimuovono la 5-metilcitosina dal DNA, agendo così come delle DNA demetilasi. Sono Repressor of Silence 1(ROS1) e Demetra (DME), DEMETER-LIKE 2 (DML2) e DEMETER-LIKE 3 (DML3). Questi enzimi eseguono la scansione del genoma e rimuovono la metilazione. Questa attività è simile ad altre DNA glicosidasi coinvolte nel BER, che rimuovono basi di DNA mutate o non corrispondenti indipendentemente dal fatto che sono immediatamente dannose per i processi cellulari.
DME è espressa nella cella centrale del gametofito femminile ed è necessario per l'espressione dei geni imprinted FWA, MEA e, in misura minore, FIS2 e MPC nella cellula centrale prima della fecondazione e nell'endosperma dopo la fecondazione.